# Dirk Frimout
Dirk Frimout (ur. 21 marca 1941 w Poperinge) – belgijski fizyk i astronauta.

## Życiorys
W 1963 ukończył inżynierię elektrotechniczną na Uniwersytecie w Gandawie, w 1970 uzyskał doktorat z fizyki stosowanej, 1965-1978 pracował w Belgijskim Instytucie Aeronomii Kosmicznej, jednocześnie 1971-1972 na University of Colorado, był również pracownikiem naukowym Europejskiej Organizacji Badań Kosmicznych. W 1977 został kandydatem Europejskiej Agencji Kosmicznej na astronautę, po przejściu szkolenia został wyznaczony zmiennikiem specjalisty ładunku misji STS-61-K, która jednak została odwołana po katastrofie Challengera z 28 stycznia 1986. W październiku 1986 NASA wybrała go jako zapasowego specjalistę ładunku misji STS-45, jednak później został głównym specjalistą ładunku misji, gdy amerykański specjalista Michael Lampton doznał problemów zdrowotnych i musiał zrezygnować z udziału w locie.
Od 24 marca do 2 kwietnia 1992 uczestniczył w misji STS-45 trwającej 8 dni, 22 godziny i 9 minut, stając się pierwszym belgijskim astronautą. Po powrocie do Belgii został Wielkim Oficerem Orderu Leopolda. Pracował w Belgacom - Belgijskiej Kompanii Telekomunikacyjnej jako dyrektor badań naukowych.
Stowarzyszenie Uczestników Lotów Kosmicznych (Association of Space Explorers) przyznało mu Universal Astronaut Insignia za lot orbitalny (nr 269).